# Грішники (фільм, 2025)
«Грішники» (англ. Sinners) — історичний надприродний фільм жахів, зрежисований і написаний Раяном Куглером у 2025 році. Перший авторський (нефраншизний) фільм режисера з 2013 року та його найособистіша робота в житті. Головні ролі виконали Майкл Б. Джордан і Гейлі Стайнфельд.
Прем'єра фільму в Україні відбулась 17 квітня 2025 року. Критики вкрай високо оцінили фільм: Джеремі Мейтай (/Film) писав, що «Грішники» «надають глядачеві унікальний досвід, який трапляється не так часто. Готовий побитись об заклад, що ми ще довго говоритимемо про нього». У світовому прокаті фільм зібрав понад 365 мільйонів доларів.

## Сюжет
Події фільму відбуваються у 1930-х роках, у Кларксдейлі, штат Міссісіпі. Молодий блюз-гітарист Семмі Мур тікає від батька-проповідника, щоб виступати у барі своїх двоюрідних братів-близнюків Смоука та Стека. Брати пройшли фронти Першої світової війни, після завершення якої працювали на чиказьку мафію.
Вкравши велику суму у гангстерів, вони повертаються у рідне місто та купують лісопильню. На прибутки з неї брати започатковують блюз-бар для темношкірих, винайнявши команду музикантів, зокрема піаніста Дельта Сліма та співачку Перлін. У першу ж ніч роботи брати та гості зіштовхуються зі зловісною надприродною силою…

## У ролях
- Майкл Б. Джордан — Смоук / Стек
- Гейлі Стайнфельд — Мері
- Майлз Кейтон — Семмі Мур
  - Бадді Гай — старий Семмі
- Джек О'Коннелл — Реммік
- Вунмі Мосаку — Енні
- Джеймі Ловсон — Перлін
- Делрой Ліндо — Дельта Слім
- Омар Бенсон Міллер — Корнбред
- Лі Юн Лі — Грейс Чоу
- Лола Керк — Джоан
- Пітер Драйманіс — Берт
- Сол Вільямс — Джедідая
- Натаніель Аркан — Чейтон

## Створення
Ідею фільму Раян Куглер почав розвивати під час монтажу «Кріда» (2015), після смерті свого дядька, з яким він зростав усе дитинство. Блюз, яким захоплювався дядько, асоціювався у Куглера з «музикою похилих темношкірих», тому в «Грішниках» він вирішив змінити вектор сприйняття цього жанру. «Кого він уявляв, слухаючи ці пісні? Вони були для нього більше, ніж музикою? Він поринав у спогади? Чи думав про часопростір? Ці питання і стали основою фільму» — розказував режисер.

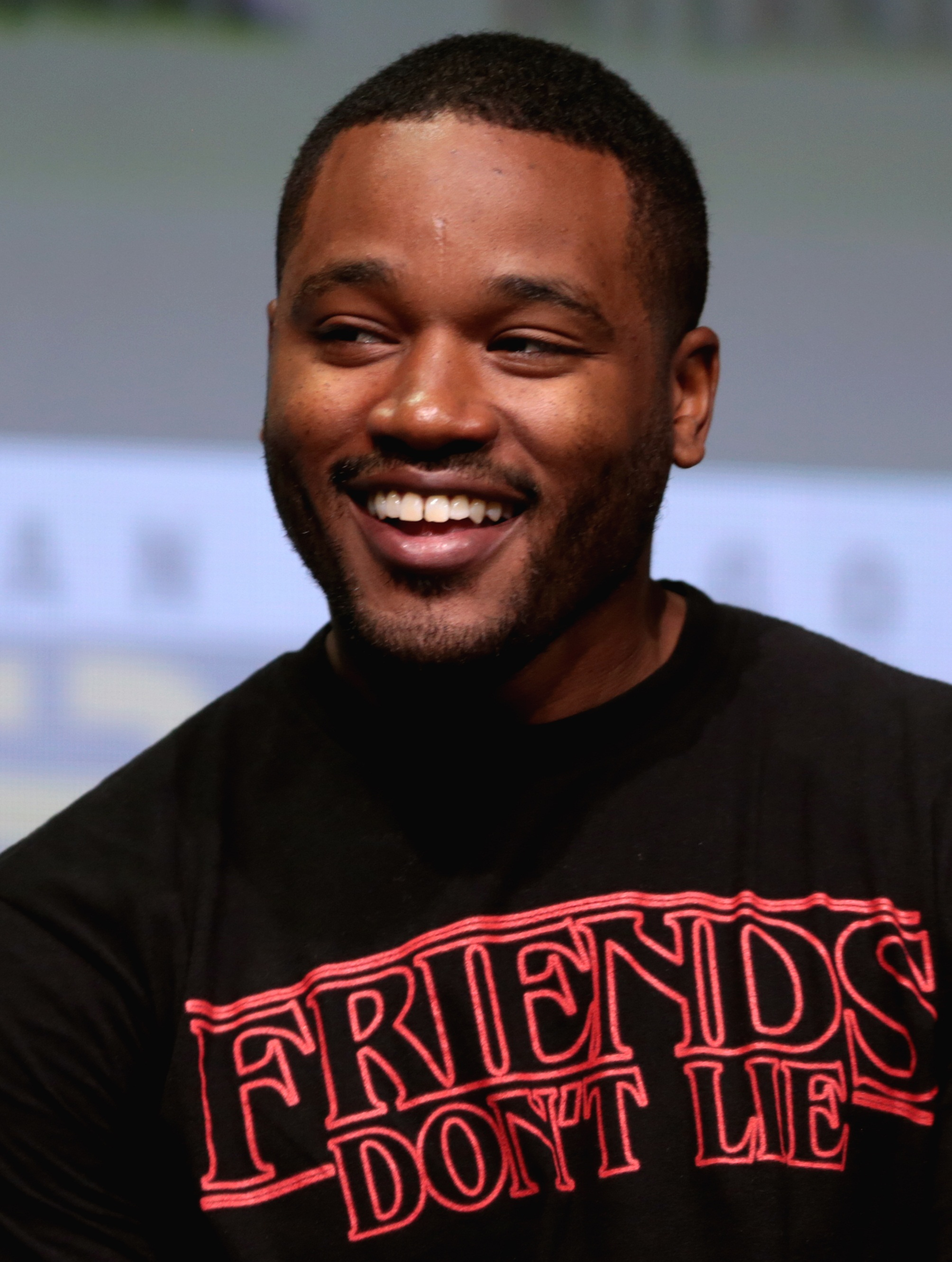
Раян Куглер у 2017 році

Після закінчення роботи над «Чорною пантерою: Ваканда назавжди» у 2022 році Куглер призупинив початок створення «Чорної пантери 3», подумавши: «Мені майже 40 років. У мене двоє дітей, один із яких народився, поки я робив фільм. … Я знайшов зв'язок із аудиторією по всьому світу. Проте досі по-справжньому не відкрив себе глядачам, не створив те, що репрезентувало би тільки мене». У 2023 році, після великого касового успіху «Ваканда назавжди», Куглер здивував продюсерів заявою про те, що він розпочинає роботу над фільмом жахів, проте йому було надано «зелене світло». За права на дистрибуцію фільму боролись Sony Pictures, Universal Pictures і Warner Bros. Pictures, але перемогла остання з виділеним бюджетом від 90 до 100 мільйонів доларів.
При написанні сценарію Раян Куглер надихався багатьма мистецькими творами: «Роботу Спілберга в площині жахів я вважаю дороговказом, насамперед „Щелепи“ та „Парк Юрського періоду“» — казав він. Окрім доробку Спілберга, великий вплив на режисера мали роботи Джона Карпентера, перш за все «Хелловін» і «Щось». Куглер також був вражений «Зеленою кімнатою» (2015), головного гримера якої, Майка Фонтейна, Куглер найняв для роботи у «Грішниках». У фільмі наявні очевидні стильові відголоски творчості Роберта Родрігеса («Від заходу до світанку», «Факультет»). Літературною точкою опори для Куглера був роман Стівена Кінга «Салимове Лігво».
Створюючи двох головних героїв-близнюків, Раян Куглер писав ці ролі спеціально для свого постійного актора Майкла Б. Джордана, «щоб вони були вартими його часу та енергії, а втілення — надскладним». «Я не очікував, що він зіграє близнюків настільки добре. Гадаю, що це дві його найкращі ролі» — казав режисер. Для вдосконалення луїзіанської вимови Джордан займався з тренеркою з діалектів Бет Макгвайр, яка працювала з акторами обох «Чорних пантер». Третю за важливістю роль у фільмі, яка потребувала також співочого голосу, виконав дебютант Майлз Кейтон, син госпел-співачки, якого Куглер обрав із десятків претендентів. Ірландського антагоніста Ремміка у виконанні Джека О'Коннелла режисер називав своїм улюбленим лиходієм з тих, кого він створював: «Я в захваті від тих деталей, якими його наділив Джек».
Знімальний процес пройшов із квітня по липень 2024 року у Новому Орлеані. За операторське рішення фільму відповідала Отем Дюральд Аркапоу, яка фільмувала його на 65-мм плівку, комбінуючи камери IMAX і Ultra Panavision 70. Режисер працював з великою командою консультантів з різних історичних нюансів: від етнічної релігії худу до зародження й становлення блюзу. Кінорежисери-близнюки Ной і Логан Міллери консультували режисера й головного актора щодо втілення центральних ролей, зображення психології близнюків у сценарії.

## Сприйняття
«Грішники» були вкрай високо сприйняті кінопресою. Алістер Райдер (The Film Stage) не зміг пригадати, коли востаннє отримував стільки задоволення й пожвавлення від великого студійного жанрового фільму. Критик газети The Telegraph Роббі Коллін писав, що «Грішники» — «настільки втішна дивина, що починаєш задумуватись, чи порівняється глядач із революційними інстинктами фільму. У будь-якому випадку — всіляких йому гараздів».
На думку Девіда Ерліха (Indiewire), «Грішники» — найкращий фільм Раяна Куглера, «кривава, блюзова й трепітно-жвава вампірська сага». Натепер рейтинг фільму на Metacritic досягає 84 %, на Rotten Tomatoes — 98 %. Глядачі надали стрічці другу найвищу оцінку (A) серед можливих за опитуванням CinemaScore — таким чином, «Грішники» стали першим фільмом жахів в історії, який отримав такий бал.
Серед прихильників фільму — режисер Спайк Лі, який назвав його «найкращим фільмом за останні роки», актор Педро Паскаль, баскетболісти Леброн Джеймс і Дреймонд Грін, репер Снуп Догг тощо.
У світовому прокаті «Грішники» стали, за визначенням BBC, касовою сенсацією, протягом трьох тижнів поспіль встановлюючи нові фінансові рекорди для жанру жахів. Фільм зібрав щонайменше на 150 мільйонів доларів більше, ніж великобюджетна «Білосніжка», а під час першого тижня прокату на деякий час навіть обігнав «Minecraft». «Грішники» отримали в прокаті понад 350 мільйонів доларів і стали найкасовішим авторським (нефраншизним) фільмом за 15 років, з часів «Початку».